# Ас-Понтес-де-Гарсія-Родрігес
Ас-Понтес-де-Гарсія-Родрігес (гал. As Pontes de García Rodríguez, ісп. Puentes de García Rodríguez) — муніципалітет в Іспанії, у складі автономної спільноти Галісія, у провінції Ла-Корунья. Населення — 11 431 осіб (2009).
Муніципалітет розташований на відстані близько 480 км на північний захід від Мадрида, 45 км на схід від Ла-Коруньї.

## Демографія
Динаміка населення (INE ):

## Уродженці
- Давід Рочела (*1990) — іспанський футболіст, півзахисник.

## Галерея зображень

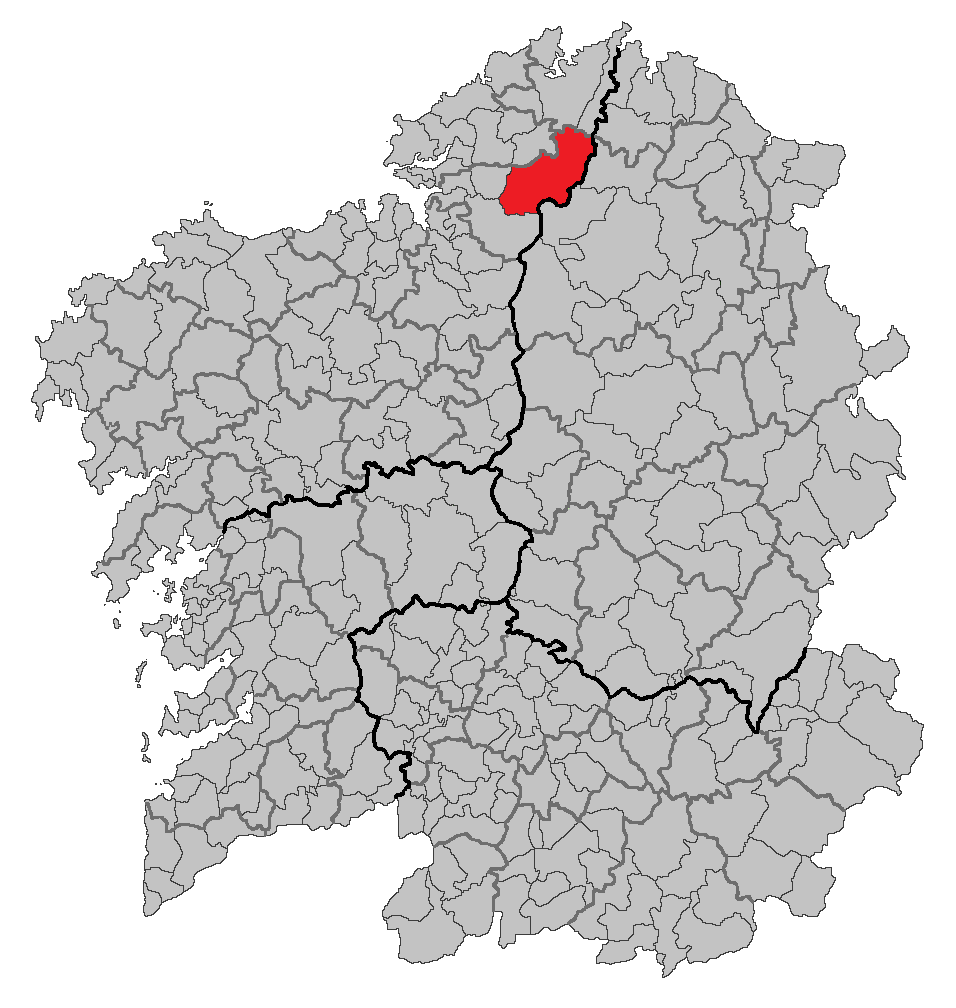
Розташування муніципалітету